# کوالیسو
کوالیسو ( کره‌ای: 관리소  ) یا kwan-ri-so اصطلاحی است برای تبعیدگاه‌های کار اجباری سیاسی و بازپروری در کره شمالی . آنها یکی از سه شکل زندان سیاسی در کشور را تشکیل می دهند، دو نوع دیگر آن چیزی است که کمیته حقوق بشر در کره شمالی مستقر در واشنگتن دی‌سی  به عنوان « توقیف کوتاه‌مدت / مراکز کار اجباری»  و اردوگاه‌های کار طولانی‌مدت "،  به ترتیب برای جرایم خرد و درشت. مشخص نیست که در سال ۲۰۲۳ هنوز کوالیسویی فعالیت دارد یا خیر.
مدت حبس متغیر است؛ با این حال، بسیاری از زندانیان محکوم به کار مادام‌العمر هستند. وظایف کار اجباری در کوالیسو معمولاً شامل کار در معادن (نمونه‌های شناخته‌شده از جمله زغال‌سنگ، طلا و سنگ آهن)، قطع درختان، برش چوب و یا کشاورزی است.
برآوردها حاکی از آن است که در آغاز سال ۲۰۰۷، در مجموع شش کوالیسو در داخل کره‌ شمالی فعال بودند. با اینکه در آغاز چهارده کوالیسو که در کره شمالی فعالیت می‌کردند، برخی از این اردوگاه‌ها بعداً ادغام یا به دنبال جابجایی زندانیان، بسته شدند. زمانی که اتو وارمبیر ، دانشجوی آمریکایی، در یک کوالیسو زندانی شد و مدت کوتاهی پس از آزادی درگذشت، کوالیسوها توجه جهانی بیشتری را به خود جلب کردند.

## همچنین ببینید
• اردوگاه کار اجباری یودوک